# لنینگن
لنینگن (به لوکزامبورگی: Lenneng) یک شهرداری در استان رمیش کشور لوکزامبورگ است که ۲۰٫۳۵ کیلومترمربع مساحت دارد و جمعیت آن در سال ۲۰۰۹ میلادی ۱۵۹۴ نفر بوده‌است.